# Karel Kovařík
Karel Kovařík (2. července 1899 – ) byl český meziválečný fotbalista, obránce.

## Fotbalová kariéra
V československé lize hrál v letech 1925-1926 za SK Libeň. Nastoupil ve 28 ligových utkáních a dal 3 góly.

## Ligová bilance
| Ročník                        | Zápasy | Góly | Klub     |
| ----------------------------- | ------ | ---- | -------- |
| Asociační liga 1925           | 9      | 0    | SK Libeň |
| Středočeská 1. liga 1925/1926 | 14     | 3    | SK Libeň |
| Středočeská 1. liga 1928/1929 | 5      | 0    | SK Libeň |
| CELKEM                        | 28     | 3    |          |